# Cody Laurendi
Cody Matthew Laurendi (* 15. August 1988 in Melbourne, Florida) ist ein US-amerikanischer Fußballtorwart, der zurzeit als Ersatztorwart des Puerto Rico Islanders FC mit Spielbetrieb in der North American Soccer League (NASL), der zweithöchsten Spielklasse im nordamerikanischen Fußball, unter Vertrag steht.

## Karriere

### Karrierebeginn in Florida
Seine Liebe zum Fußball entdeckte der im Jahre 1988 in Melbourne im US-Bundesstaat Florida geborene Laurendi bereits im Alter von vier Jahren. Bereits in jungen Jahren kam er, vor allem durch seinen Vater, in die Brevard Youth Soccer League, wo dieser heute noch immer als Schiedsrichter für Jugendspiele engagiert ist. Dort kam er unter anderem für die Jugendfußballklubs Space Coast United, Satellite Beach SC und Melbourne Eau Gallie/MEGU SC zum Einsatz und wurde dabei zumeist als Stürmer oder Torwart eingesetzt. Im Jahre 2002 kam er schließlich an die Eau Gallie High School, die bereits in den 1980er Jahren für ihre Sportabteilung bekannt war, und kam in den Schulteams im Fußball und im American Football, wo er die Position des Kicker innehatte, zum Einsatz. Parallel dazu spielte er ab 2005 auch für den Jugendklub Orlando FC QPR, bei dem er schließlich bis 2007 bzw. 2008 im Einsatz war. Bereits im Jahre 2006 beendete er seine High-School-Zeit und wurde noch in seinem letzten Jahr beim Brevard County All-Star-Game zum MVP ausgezeichnet, da er als Feldspieler eingesetzt wurde und dabei vier Mal zum Torerfolg kam. Noch im gleichen Jahr begann Laurendi ein Studium am South Georgia College, dem er bis 2007 angehörte. Bei den South Georgia Tigers, so der Name der Sportabteilung des Colleges, wurde er bereits in seinem ersten Jahr aufgrund herausragender Leistungen ins Georgia Junior College All Tournament Team gewählt.

### Über Belgien nach Puerto Rico
Nach seiner eher kurzen Collegezeit kam Laurendi über den ehemaligen englischen Internationalen David Bardsley nach Belgien, wo ihn dieser zu Paul Topping dem Besitzer des belgischen Viertligisten RRFC Montegnée nach Saint-Nicolas brachte. Parallel dazu wurde er im selben Jahr auch an der Heidelberg Academic and Soccer Academy in Lüttich aufgenommen, wo er schließlich bis Dezember 2009 im Einsatz war. Auch beim RRFC Montegnée war Laurendi bis zu seinem Rückkehr in die Vereinigten Staaten im Dezember 2009 über 18 Monate als Torhüter aktiv und brachte es dort auf fünf Meisterschaftseinsätze im vorwiegend internationalen Team. Nach seiner Rückkehr in die Heimat trainierte er mehrere Monate mit Bardsley und dessen Unter-19-Team im Seminole County und nahm im März 2010 an einem Probetraining des Puerto Rico Islanders FC teil, der ihn schließlich zusammen mit zwei anderen Nachwuchstorhütern aus über 50 Bewerbern ins Team holten.
Bei der Profimannschaft unterschrieb er daraufhin einen Vertrag mit einer Laufzeit von sieben Monaten und startete mit der Mannschaft etwas mehr als einen Monat später in den Spielbetrieb der nur kurzlebigen USSF Division 2 Professional League, die zu diesem Zeitpunkt die zweithöchste Spielklasse des Landes darstellte. Im Profikader wurde er als zweiter Torwart hinter der Nummer 1 Bill Gaudet eingeordnet; die beiden anderen Nachwuchstorhüter mussten den Verein im Gegensatz dazu noch vor Saisonbeginn wieder verlassen. Zu seinem ersten Profiligaeinsatz kam Laurendi, nachdem er bereits zahlreiche Partien auf der Ersatzbank verbrachte, am 15. Juli 2010, als er beim 0:0-Auswärtsremis gegen die Tampa Bay Rowdies über die vollen 90 Minuten das Tor seiner Mannschaft hütete. Bis zum Ende des Spieljahres 2010 kam der 22-Jährige in weiteren Ligapartien zum Einsatz und stand ebenfalls im Kader des Teams, als es an der CONCACAF Champions League 2010/11 teilnahm und dort in der Gruppenphase ausschied. Am Ende des Spieljahres 2010 durfte sich die Mannschaft nach bestandenen Playoffs Meister der USSF Division 2 Professional League nennen. Über eine mögliche Vertragsverlängerung beim puerto-ricanischen Klub ist nichts bekannt. Für die Saison 2012 erhielt Laurendi von seinem Arbeitgeber Puerto Rico Islanders FC einen neuen Vertrag.

## Erfolge
- 1× Meister der USSF Division 2 Professional League: 2010